# Jasper County (South Carolina)
Jasper County ist ein County im Bundesstaat South Carolina der Vereinigten Staaten. Das U.S. Census Bureau hat bei der Volkszählung 2020 eine Einwohnerzahl von 28.791 ermittelt. Der Verwaltungssitz (County Seat) ist Ridgeland.

## Geographie
Das County liegt im äußersten Süden von South Carolina, grenzt im Südwesten an Georgia, mit seiner südlichsten Spitze an den Atlantischen Ozean und hat eine Fläche von 1812 Quadratkilometern, wovon 113 Quadratkilometer Wasserfläche sind. Es grenzt im Uhrzeigersinn an folgende Countys: Hampton County, Beaufort County, Chatham County (Georgia) und Effingham County (Georgia).

## Geschichte
Jasper County wurde 1912 gebildet. Benannt wurde es nach William Jasper (ca. 1750–1779), einem Sergeant des 2. South Carolina Regiments im Amerikanischen Unabhängigkeitskrieg.
Neun Bauwerke und Stätten des Countys sind im National Register of Historic Places (NRHP) eingetragen (Stand 28. Juli 2018).

## Demografische Daten
Nach der Volkszählung im Jahr 2000 lebten im Jasper County 20.678 Menschen in 7.042 Haushalten und 5.091 Familien. Die Bevölkerungsdichte betrug 12 Einwohner pro Quadratkilometer. Ethnisch betrachtet setzte sich die Bevölkerung zusammen aus 42,39 Prozent Weißen, 52,69 Prozent Afroamerikanern, 0,37 Prozent amerikanischen Ureinwohnern, 0,44 Prozent Asiaten, 0,05 Prozent Bewohnern aus dem pazifischen Inselraum und 3,39 Prozent aus anderen ethnischen Gruppen; 0,67 Prozent stammten von zwei oder mehr Ethnien ab. 5,75 Prozent der Bevölkerung waren spanischer oder lateinamerikanischer Abstammung.
Von den 7.042 Haushalten hatten 34,5 Prozent Kinder unter 18 Jahre, die bei ihnen lebten. 48,1 Prozent waren verheiratete, zusammenlebende Paare, 18,2 Prozent waren allein erziehende Mütter, 27,7 Prozent waren keine Familien, 23,2 Prozent waren Singlehaushalte und in 8,8 Prozent lebten Menschen mit 65 Jahren oder darüber. Die Durchschnittshaushaltsgröße betrug 2,75 und die durchschnittliche Familiengröße betrug 3,22 Personen.
26,8 Prozent der Bevölkerung war unter 18 Jahre alt. 10,3 Prozent zwischen 18 und 24, 30,7 Prozent zwischen 25 und 44, 21,2 Prozent zwischen 45 und 64 und 11,0 Prozent waren 65 Jahre alt oder älter. Das Durchschnittsalter betrug 34 Jahre. Auf 100 weibliche Personen kamen 111 männliche Personen und auf 100 Frauen im Alter von 18 Jahren und darüber kamen 111,3 Männer.
Das jährliche Durchschnittseinkommen eines Haushalts betrug 30.727 USD, das Durchschnittseinkommen einer Familie betrug 36.793 USD. Männer hatten ein Durchschnittseinkommen von 29.407 USD, Frauen 21.055 USD. Das Prokopfeinkommen betrug 14.161 USD. 15,4 Prozent der Familien und 20,7 Prozent der Bevölkerung lebten unterhalb der Armutsgrenze.